# Aden Abdullah Osman Daar
Aden Abdullah Osman Daar (somaliska: Aadan Cabdulle Cusmaan Daar), född 1908 i Beledweyne, provinsen Hiiraan, Somalia, död 8 juni 2007 i Nairobi, Kenya , var det självständiga Somalias förste president 1960–1967.
Han gick med i det nationalistiska partiet Somali Youth Club (senare Somali Youth League). År 1954-56 samt 1958-59 var han partiets ordförande och 1960 valdes han till president av parlamentariker från Somali Youth League som var det största partiet. Aden Abdullah Osman Daar tjänstgjorde som president i sju år tills han i valet 1967 förlorade mot sin förre premiärminister Abdirashid Ali Shermarke. Han erkände sig besegrad och lämnade över makten till Shermarke, vilket gör honom till den förste Afrikanske ledare i modern tid som frivilligt lämnat ifrån sig sin politiska makt efter att ha förlorat ett demokratiskt val. 
Enligt landets tidigare grundlag åtnjöt Daar som före detta president livslångt medlemskap i den somaliska nationalförsamlingen.
Aden Osman tillhörde Somalias största klan Hawiye. Förutom somaliska talade han italienska, engelska och arabiska.